# Stalin e antisemitismo
L'antisemitismo di Iosif Stalin è un argomento molto discusso dagli storici: sebbene appartenesse ad un movimento contrario all'antisemitismo, in varie occasioni private mostrò un atteggiamento di disprezzo verso gli ebrei, testimoniato dai suoi contemporanei e documentato da fonti storiche.
Nel 1939 invertì la politica comunista e iniziò a cooperare con la Germania nazista, cosa che portò alla rimozione degli ebrei dalle posizioni di alto profilo dal Cremlino. Come dittatore dell'Unione Sovietica, promosse le politiche repressive che ebbero un notevole impatto sugli ebrei poco dopo la seconda guerra mondiale, specialmente durante la campagna anticosmopolita. Prima di morire, stava pianificando una campagna ancora più ampia contro gli ebrei. Secondo il suo successore Nikita Khrushchev, Stalin stava fomentando il complotto dei medici come pretesto per avviare ulteriori repressioni antiebraiche.

## I primi anni
Nato in Georgia, Stalin conobbe pochi rivoluzionari di origine ebraica durante i primi anni della sua attività politica. Seppur militante nella fazione bolscevica del Partito Operaio Socialdemocratico Russo, non partecipò ad alcun congresso fino al 1905.
Attivi sia tra i bolscevichi che tra i menscevichi, gli ebrei avevano un peso maggiore tra questi ultimi. Stalin esaminò le proporzioni delle etnie rappresentate in entrambe le parti, come si vede dal rapporto sul Congresso pubblicato nel 1907 su Bakinsky rabochy, che riporta la battuta su "un piccolo pogrom" attribuito da Stalin a Grigorij Aleksinskij:

## Gli anni 1917-1930
Anche se i bolscevichi consideravano ogni attività religiosa una superstizione antiscientifica e un retaggio del vecchio ordine precomunista, il nuovo ordine politico stabilito dopo la rivoluzione doveva fare i conti con secoli di antisemitismo sotto i Romànov.
Nel 1918 un decreto del Consiglio dei commissari del popolo condannò ogni forma di antisemitismo e invitò gli operai e i contadini a contrastarlo; anche Lenin continuò a pronunciarsi contro l'antisemitismo. Le campagne informative in merito furono condotte all'interno dell'Armata Rossa e sui luoghi di lavoro. Nella legislazione sovietica fu introdotta una disposizione che vietava l'incitamento alla propaganda contro qualsiasi etnia. In questo periodo nell'URSS furono aperte diverse istituzioni culturali laiche sponsorizzate dallo stato, sia di cultura yiddish, come il Teatro ebraico statale di Mosca, sia di altre minoranze.
In qualità di commissario del popolo per le nazionalità, Stalin fu il membro del gabinetto responsabile degli affari delle minoranze. Nel 1922 fu eletto il primo segretario generale del partito, un incarico non ancora considerato il più alto nel governo sovietico.
Lenin iniziò a criticare Stalin poco dopo. Nelle sue lettere del dicembre 1922, pubblicate nel Testamento, l'ormai malato Lenin (la cui salute precipitò nel 1923-1924) criticò Stalin e Dzeržinskij per il loro atteggiamento sciovinista nei confronti della nazione georgiana durante l'affare georgiano e consigliò al partito di rimuovere Stalin dall'incarico di segretario generale. La divulgazine delle lettere e della raccomandazione fu impedita dallo stesso Stalin e dai suoi sostenitori: non furono pubblicate in Unione Sovietica fino alla destalinizzazione del 1956.
Dopo la morte di Lenin il 21 gennaio 1924, il partito mantenne ufficialmente il principio della leadership collettiva, ma Stalin superò presto i suoi rivali nel Politbüro del Comitato Centrale; collaborando inizialmente con Grigòry Zinòviev e Lev Kàmenev, riuscì a emarginare il rivale Leòn Tròtsky. Nel 1929 emarginò di fatto anche Zinoviev e Kamenev, costringendoli entrambi a sottomettersi alla sua autorità, mentre l'intransigente Trotsky fu costretto all'esilio.
Borìs Bazhànov, segretario personale di Stalin che scappò nel 1928 in Francia, nel 1930 produsse un libro di memorie critico nei confronti di Stalin, in cui parlò delle sue rozze uscite antisemite capitate anche prima della morte di Lenin.

## Gli anni '30

### La condanna dell'antisemitismo nel 1931
Il 12 gennaio 1931 Stalin diede la seguente risposta a una richiesta di chiarimenti sull'atteggiamento sovietico rispetto all'antisemitismo fatta dalla Jewish Telegraphic Agency negli Stati Uniti:
L'antisemitismo giova agli sfruttatori, come un parafulmine che devia i colpi inferti dai lavoratori al capitalismo. L'antisemitismo è pericoloso per i lavoratori perché rappresenta un falso sentiero che li porta fuori dalla retta via. Quindi i comunisti, in quanto internazionalisti coerenti, non possono che essere nemici inconciliabili, giurati dell'antisemitismo.
In URSS l'antisemitismo è punito dalla legge con la massima severità come fenomeno profondamente ostile al sistema sovietico. Secondo la legge dell'URSS gli antisemiti attivi sono passibili di pena di morte.»

### Istituzione della Regione autonoma ebraica
Per compensare le crescenti aspirazioni nazionali e religiose del sionismo, e per inquadrare gli ebrei sovietici nella politica di Stalin, nel 1928 fu stabilita un'alternativa alla Terra di Israele con l'aiuto di Komzet e OZET. La Regione ("òblast") autonoma ebraica con il centro a Birobidžàn nell'Estremo Oriente doveva diventare una sorta di "Sion sovietica". Lo yiddish, piuttosto che il "reazionario" ebraico, sarebbe diventata la lingua nazionale, la letteratura e le arti socialiste proletarie avrebbero sostituito l'ebraismo come quintessenza della cultura. Nonostante la massiccia campagna di propaganda nazionale e internazionale, la popolazione ebraica della regione non raggiunse mai il 30% (nel 2003 era solo dell'1,2% circa). L'esperimento si interruppe a metà degli anni '30, durante la prima campagna di purghe di Stalin, che non risparmiò neanche i leader locali.

### La Grande purga
Il periodo repressivo di massa più duro, la Grande purga (o Grande terrore) di Stalin, fu lanciato nel 1936-1937 e comportò l'esecuzione di oltre mezzo milione di cittadini sovietici accusati di tradimento, terrorismo e altri crimini antisovietici. La campagna di purghe prese di mira in particolare gli ex oppositori di Stalin e vecchi bolscevichi, inclusa l'epurazione su larga scala del Partito Comunista, la repressione dei contadini kulaki, dei leader dell'Armata Rossa e dei comuni cittadini, tutti accusati di aver cospirato contro l'amministrazione di Stalin. Sebbene molte delle vittime della Grande purga fossero ebrei etnici o religiosi, durante questa campagna non furono presi di mira come gruppo etnico (secondo quanto riportato da Mikhaìl Baitàlsky, Gennàdy Kostyrchènko, David Priestland, Jeffrey Veidlinger, Roj Medvèdev e Edvard Radzìnskij).

### Il patto Molotov-Ribbentrop
Durante l'incontro con il ministro nazista Joachim von Ribbentrop Stalin promise di sbarazzarsi della "dominazione ebraica", soprattutto nelle file dell'intellighenzia. Dopo aver licenziato Maksìm Litvìnov nel 1939, ordinò immediatamente al ministro degli esteri entrante Mòlotov di "rimuovere gli ebrei dal ministero", per tenere a freno Hitler e segnalare alla Germania nazista che l'URSS era pronta ai colloqui di non aggressione.
Le tendenze antisemite nelle politiche di Stalin furono alimentate dalla sua lotta contro Leon Trotsky e dalla sua base globale di appoggio. Alla fine degli anni '30, '40 e '50 le posizioni di potere nell'apparato statale venivano assegnate a sempre meno ebrei, con un netto calo della rappresentanza ebraica nelle alte sfere: la percentuale di ebrei in posizioni di potere scese al 6% nel 1938 e al 5% nel 1940.

### Trasferimento e deportazione degli ebrei durante la guerra
Dopo l'invasione sovietica della Polonia, Stalin iniziò una politica di deportazione degli ebrei nella Regione autonoma ebraica e in Siberia. Durante la guerra, nelle regioni considerate vulnerabili all'invasione tedesca, un simile trattamento fu riservato a vari gruppi etnici bersaglio del genocidio nazista. Raggiunte le destinazioni, queste popolazioni venivano sottoposte al lavoro faticoso e a pessime condizioni di vita, data anche la mancanza di risorse causata dallo sforzo bellico.

## Dopo la seconda guerra mondiale
L'Olocausto provocò l'uccisione di milioni di ebrei nell'Europa occupata dai nazisti, lasciò altri milioni di senzatetto e sfollati, fece crescere la preoccupazione internazionale per la situazione del popolo ebraico. Tuttavia, il trauma diede nuova vita al concetto di un popolo ebraico unito, diventando così il catalizzatore della rinascita dell'idea sionista di uno Stato ebraico.
La Regione autonoma ebraica si rianimò quando il governo sovietico incentivò la migrazione di ben 10.000 ebrei dell'Europa orientale nel 1946-1948. All'inizio del 1946 il Consiglio dei ministri dell'URSS annunciò un piano per la costruzione di nuove infrastrutture e Michaìl Kalìnin dichiarò di considerare ancora la regione come uno "stato nazionale ebraico" capace di rinascere attraverso la "fatica creativa".

### Israele
Dalla fine del 1944 in poi, Stalin adottò una politica estera filo-sionista, a quanto pare credendo che il nuovo Paese avrebbe assunto uno stampo socialista così da accelerare il declino dell'influenza britannica in Medio Oriente. Pertanto nel novembre 1947 l'Unione Sovietica insieme agli altri Paesi del blocco sovietico votò a favore del Piano di spartizione della Palestina delle Nazioni Unite, piano che aprì la strada alla nascita dello Stato di Israele. Il 17 maggio 1948, tre giorni dopo che Israele dichiarò l'indipendenza, l'Unione Sovietica concesse all'Israele il riconoscimento de jure, diventando il secondo Stato a riconoscere lo Stato ebraico (preceduto solo dal riconoscimento de facto degli Stati Uniti) e il primo Paese a riconoscere Israele de jure. Durante il conflitto arabo-israeliano del 1948 l'URSS sostenne Israele con armi fornite attraverso la Cecoslovacchia.
Stalin iniziò una nuova epurazione reprimendo i suoi alleati dei tempi di guerra, il Comitato Ebraico Antifascista. Nel gennaio 1948, per ordine personale di Stalin, a Minsk fu assassinato Solomon Michoėls, omicidio camuffato da incidente d'auto. Mikhoels fu portato nella dacia dell'MGB e ucciso, insieme al suo collega non ebreo Gòlubov-Potàpov, sotto la supervisione del viceministro della sicurezza di stato Sergèi Ogoltsòv. I corpi furono poi scaricati sul ciglio di una strada.
Nonostante l'iniziale disponibilità di Stalin a sostenere Israele, vari storici ipotizzano che l'antisemitismo alla fine degli anni quaranta e all'inizio degli anni cinquanta fosse motivato dalla possibile percezione di Stalin degli ebrei come una potenziale "quinta colonna" nella prospettiva di uno Stato israeliano di matrice filo-occidentale in Medio Oriente, come suggerito da Orlando Figes:
Gli storici Albert Lindemann e Richard Levy osservano: "Quando nell'ottobre 1948, nei giorni di festa, migliaia di ebrei si radunarono intorno alla sinagoga centrale di Mosca per onorare Golda Meir, prima ambasciatrice israeliana, le autorità si allarmarono in modo particolare per i segnali di disaffezione ebraica".
Jeffrey Veidlinger scrive: «Nell'ottobre 1948 era ovvio che Mikhoels non era affatto l'unico sostenitore del sionismo tra gli ebrei sovietici. La rinascita dell'espressione culturale ebraica durante la guerra aveva favorito un generale senso di audacia tra le masse ebraiche. Molti ebrei rimasero ignari della crescente ždanovščina e della minaccia che costituiva per gli ebrei sovietici la campagna contro i "cosmopoliti senza radici". In effetti, in questo periodo gli atteggiamenti ufficiali nei confronti della cultura ebraica erano ambivalenti. All'apparenza, la cultura ebraica sembrava essere sostenuta dallo Stato: le autorità si erano impegnate nel sostenere il teatro yiddish dopo la morte di Mikhoels, Eynikayt veniva ancora pubblicato nei tempi previsti e, cosa più importante, l'Unione Sovietica riconobbe l'istituzione di uno stato ebraico in Palestina. Per la maggior parte degli ebrei di Mosca la situazione degli ebrei sovietici non era mai stata migliore».

### Purghe
Nel novembre 1948 le autorità sovietiche avviarono una nuova campagna per liquidare ciò che restava della cultura ebraica. I membri di spicco del Comitato Ebraico Antifascista furono arrestati ed accusati di tradimento, nazionalismo borghese e intenzione di creare una repubblica ebraica in Crimea per servire gli interessi americani. Il Museo della conoscenza ambientale dell'Oblast' autonoma ebraica (fondato nel novembre 1944) e il Museo ebraico di Vilnius (fondato alla fine della guerra) furono chiusi nel 1948. Il Museo storico-etnografico dell'ebraismo georgiano, fondato nel 1933, fu chiuso alla fine del 1951.
A Birobidzhan le varie istituzioni culturali ebraiche sorte con la precedente politica di sostegno di Stalin alla "cultura ebraica proletaria" negli anni '30 furono chiuse tra la fine del 1948 e l'inizio del 1949; tra queste il teatro Kaganovich, una casa editrice yiddish, il quotidiano Birobidzhan, la biblioteca di libri yiddish ed ebraici e le scuole ebraiche locali. Lo stesso accadde ai restanti teatri yiddish di tutta l'URSS.
Ai primi di febbraio del 1949 il microbiologo Nikolàj Gamalèya, vincitore del Premio Stalin, pioniere della batteriologia e membro dell'Accademia delle Scienze, scrisse una lettera indirizzata a Stalin protestando contro il crescente antisemitismo: "A giudicare dalle indicazioni assolutamente incontestabili ed evidenti, la ricomparsa dell'antisemitismo non viene dal basso né dalle masse... ma dall'alto, dalla mano invisibile di qualcuno". Lo scienziato novantenne scrisse di nuovo a Stalin a metà febbraio menzionando ancora una volta il crescente antisemitismo. Morì a marzo senza aver ricevuto risposta.
Durante la notte tra il 12 e il 13 agosto 1952, ricordata come la "notte dei poeti assassinati", tredici dei più importanti scrittori yiddish dell'Unione Sovietica furono giustiziati per ordine di Stalin: tra le vittime ci furono Peretz Markish, David Bergelson e Itzik Fefer. In una sessione del Politbüro del 1º dicembre 1952 Stalin annunciò: "Ogni nazionalista ebreo è un agente dei servizi segreti americani. I nazionalisti ebrei pensano che la loro nazione sia stata salvata dagli USA... Pensano di essere in debito con gli americani. Tra i medici ci sono molti nazionalisti ebrei".
Una forte campagna per rimuovere silenziosamente gli ebrei dalle posizioni di potere all'interno dei servizi di sicurezza dello Stato fu condotta nel 1952-1953. Gli storici russi Zhores e Roy Medvedev scrivono che secondo il responsabile del Ministero degli interni Sudoplàtov, "tutti gli ebrei sono stati rimossi contemporaneamente dalla guida dei servizi di sicurezza, anche quelli in posizioni molto elevate. A febbraio le espulsioni anti-ebraiche si estesero ai rami regionali del MGB. Il 22 febbraio a tutte le direzioni regionali del MGB è stata inviata una direttiva segreta che ordinava il licenziamento immediato di tutti i dipendenti ebrei del MGB, indipendentemente dal grado, età o stato di servizio".
Il mondo esterno al regime non fu all'oscuro di questi sviluppi, e anche i membri di spicco del Partito Comunista USA si lamentarono della situazione. Nel libro di memorie Being Red, lo scrittore americano e noto comunista Howard Fast ricorda un incontro con lo scrittore sovietico e delegato del Congresso mondiale per la pace Aleksàndr Fadèev, durante il quale Fadeev ribadì che "non c'è antisemitismo nell'Unione Sovietica", nonostante le prove "che almeno otto figure ebraiche di spicco dell'Armata Rossa e del governo erano state arrestate con quelle che sembravano accuse inventate. I giornali in lingua yiddish erano soppressi e le scuole che insegnavano l'ebraico chiuse».

### Complotto dei medici
Secondo prove secondarie e memorie, il caso del complotto dei medici aveva lo scopo di innescare repressioni di massa e deportazioni di ebrei, simili alle deportazioni di molte altre minoranze etniche, ma il piano non fu realizzato a causa della morte improvvisa di Stalin. Sia Žorès Medvèdev che Gennady Kostyrchenko scrissero di non aver trovato documenti a riprova del piano di espulsione, ma la questione rimane aperta.
Secondo Louis Rapoport, il genocidio doveva iniziare con l'esecuzione pubblica dei medici arrestati e i "successivi incidenti", come «gli attacchi agli ebrei orchestrati dalla polizia segreta, la pubblicazione della dichiarazione da parte di ebrei di spicco e una marea di lettere che chiedevano che venisse intrapresa un'azione, a cui sarebbe seguito un programma di genocidio diviso in tre fasi. Primo, quasi tutti gli ebrei sovietici... sarebbero stati spediti nei campi a est degli Urali... Secondo, le autorità avrebbero messo i leader ebrei l'uno contro l'altro... Anche la MGB avrebbe cominciato a uccidere l'élite nei campi come gli scrittori yiddish nell'anno precedente... L'ultimo atto sarebbe stato "sbarazzarsi del resto"».
Nel 1953, poco prima della morte di Stalin, furono costruiti quattro grandi campi in Siberia meridionale e occidentale, e correva voce che fossero destinati agli ebrei. Sarebbe nata una commissione speciale per pianificare la deportazione degli ebrei in questi campi. Nikolàj Poliakòv, segretario della Commissione per la deportazione, dichiarò anni dopo che secondo il piano iniziale di Stalin la deportazione doveva iniziare a metà febbraio 1953, ma il compito immane di compilare gli elenchi di ebrei non era stato ancora completato. Gli ebrei "purosangue" dovevano essere deportati per primi, seguiti dai "meticci" (polukròvki). Prima della sua morte nel marzo 1953, Stalin avrebbe pianificato l'esecuzione degli imputati del complotto dei dottori già sotto processo nella piazza Rossa nel marzo 1953, e poi si sarebbe presentato come salvatore degli ebrei sovietici mandandoli nei campi, lontani dalla paventata furia della popolazione russa. Esistono altre dichiarazioni che descrivono alcuni aspetti di questa espulsione pianificata.
Altre purghe simili contro gli ebrei furono organizzate nei Paesi del blocco orientale, come il processo Slánský di Praga. In quel periodo gli ebrei sovietici venivano definiti "persone di etnia ebraica". Il preside del dipartimento di marxismo-leninismo di un'università sovietica spiegò questa politica ai suoi studenti: "Uno di voi ha chiesto se la nostra attuale campagna politica può essere considerata antisemita. Il compagno Stalin disse «Odiamo i nazisti non perché sono tedeschi, ma perché hanno portato enormi sofferenze alla nostra terra. Lo stesso si può dire degli ebrei.»" Fu anche detto che al momento della morte di Stalin "nessun ebreo in Russia poteva sentirsi al sicuro". Per tutto questo tempo i media sovietici evitarono l'antisemitismo palese continuando a parlare di funzionari puniti per il loro comportamento antisemita.

## Collaboratori e famiglia
Stalin aveva suoceri e nipoti ebrei. Alcuni dei suoi stretti collaboratori erano ebrei o avevano coniugi ebrei, tra cui Làzar Kaganòvich, Maxìm Litvìnov e Lev Mèchlis. Molti di loro furono epurati, compresa la moglie di Nikolàj Ežov, moglie di Vyacheslàv Mòlotov Polìna Zhemchùzhina, moglie di Aleksàndr Poskrëbyšev Bronislàva Poskrëbysheva. Lo storico Geoffrey Roberts sottolinea che Stalin "continuò a esaltare scrittori e artisti ebrei anche al culmine della campagna antisionista dei primi anni '50". Tuttavia, quando la figlia di Stalin Svetlana si innamorò del famoso regista sovietico Alexèj Kàpler, un ebreo di ventitré anni più grande di lei, ne fu fortemente infastidito. Secondo Svetlana, "più di ogni altra cosa lo irritava il fatto che Kapler era ebreo". L'uomo fu condannato a dieci anni di lavori forzati in un lager con l'accusa di essere una "spia inglese". Svetlana sposò in seguito Grigòrij Moròzov, un altro ebreo. Stalin acconsentì dopo le molte suppliche, ma si rifiutò di partecipare al matrimonio. Anche il figlio di Stalin, Yàkov, sposò un'ebrea, Yulia Meltzer, e sebbene il padre all'inizio disapprovasse, poi le si affezionò. Simon Sebag Montefiore, biografo di Stalin, scrive che il figlio di Lavrèntij Bèrija affermò che suo padre aveva un intero elenco di rapporti di Stalin con donne ebree.
Nelle sue memorie Nikita Chruščëv scrisse: "L'atteggiamento ostile verso la nazione ebraica era una delle principali carenze di Stalin. Nei suoi discorsi e scritti da leader e teorico non ce n'è traccia. Dio non voglia che qualcuno affermi che una sua dichiarazione sapeva di antisemitismo. All'esterno tutto sembrava corretto e appropriato. Ma nella sua cerchia ristretta, quando aveva occasione di parlare di qualche persona ebrea, usava sempre una pronuncia decisamente distorta. Questo era il modo in cui le persone arretrate prive di coscienza politica si esprimevano nel quotidiano... Persone con un atteggiamento sprezzante nei confronti degli ebrei. Storpiavano il russo di proposito, mettendoci accento ebraico o imitando certe caratteristiche negative [attribuite agli ebrei]. Stalin amava questo stile, e divenne uno dei suoi tratti caratteristici." Chruščëv affermò inoltre che dopo la seconda guerra mondiale Stalin faceva spesso commenti antisemiti.
Analizzando varie spiegazioni dell'antisemitismo che si percepiva in Stalin nel suo libro The Lesser Terror: Soviet State Security, 1939-1953, lo storico Michael Parrish scrive: "Si dice che Stalin, che rimase prima di tutto un georgiano per tutta la vita, in qualche modo divenne un grande russo e decise che gli ebrei sarebbero diventati il capro espiatorio per i mali dell'Unione Sovietica. Altri, come lo scrittore polacco Aleksander Wat (lui stesso una vittima), affermano che Stalin non era antisemita per natura, ma il filoamericanismo degli ebrei sovietici lo spinse verso una deliberata politica di antisemitismo. Le opinioni di Wat sono, tuttavia, influenzate dal fatto che Stalin, per ovvi motivi, all'inizio dipendeva dai comunisti ebrei per proseguire le sue politiche postbelliche in Polonia. Credo che una spiegazione migliore sia il senso di invidia di Stalin, che lo consumò per tutta la vita. Ha trovato negli ebrei un bersaglio comodo. Verso la fine del 1930 Stalin, come indicano le memorie [di sua figlia], soffriva di antisemitismo in piena regola."
In Esau's Tears: Modern Anti-Semitism and the Rise of the Jews, lo storico Albert S. Lindemann scrive: "Determinare il vero atteggiamento di Stalin nei confronti degli ebrei è difficile. Non solo ha ripetutamente contrastato l'antisemitismo, ma sia suo figlio che sua figlia hanno sposato ebrei e molti dei suoi luogotenenti più stretti e devoti dalla fine degli anni '20 agli anni '30 erano di origine ebraica, ad esempio Lazar Moiseyevich Kaganovich, Maxim Litvinov e il famigerato capo della polizia segreta Genrich Jagoda. Non c'erano tanti ebrei alleati di Stalin a destra del partito quanti erano alleati di Trotsky a sinistra, ma l'importanza di uomini come Kaganovich, Litvinov e Jagoda rende difficile credere che Stalin nutrisse un odio categorico per tutti gli ebrei intesi come razza, come Hitler. Altri studiosi di differenti opinioni, come Isaac Deutscher e Robert Conquest, negano che Stalin fu motivato da qualcosa di così dogmatico come l'antisemitismo in stile nazista. Basterebbe semplicemente notare che Stalin era un uomo impenetrabile, sospettoso e caratterizzato da grande odio. Vedeva nemici ovunque, e accadde che molti dei suoi nemici, praticamente tutti i suoi nemici, fossero ebrei, soprattutto il nemico Trotsky". Lindemann aggiunge che "gli ebrei del partito erano spesso abili nel parlare, polilingue e ottimamente istruiti, tutte qualità che mancavano a Stalin. Osservare, come ha fatto sua figlia Svetlana, che "a Stalin non piacevano gli ebrei" non ci dice molto, dal momento che "non gli piaceva" nessun gruppo: i suoi odi e sospetti non conoscevano limiti; anche i membri del partito della sua nativa Georgia non erano esenti. Non è chiaro se odiasse gli ebrei con una particolare intensità o qualità.»

### Approfondimenti
- Arkady Vaksberg, Stalin Against The Jews, traduzione di Antonina Bouis, 1994, ISBN 0-679-42207-2.
- Louis Rapoport, Stalin's War Against the Jews, 1990, ISBN 0-02-925821-9.
- Emil Draitser, Shush! Growing up Jewish under Stalin, 2008, ISBN 978-0-520-25446-6.
- William Korey, The Origins and Development of Soviet Anti-Semitism: An Analysis. (PDF), in Slavic Review, vol. 31, n. 1, 1972,  pp. 111-135, JSTOR 2494148.
- Michael Ginsburg, Reviewed Work: The Jews in the Soviet Union, in Publications of the American Jewish Historical Society, Solomon M. Schwarz, Alvin Johnson, vol. 42, n. 4, Syracuse University Press, 1953  [1951],  pp. 442-449.
- András Kovács (a cura di), Communism’s Jewish Question (PDF), in Jewish Issues in Communist Archives, Walter de Gruyter, 2017, ISBN 978-3-11-041159-1.